# Historische Stätten von Gyeongju
Historische Stätten von Gyeongju (englisch Gyeongju Historic Areas) ist eine von der UNESCO gelistete Stätte des Weltkulturerbes in dem ostasiatischen Staat Südkorea. Die Welterbestätte umfasst mehrere historischen Stätten in der Stadt Gyeongju, die im Südosten Südkoreas in der Provinz Gyeongsangbuk-do an der Küste des Japanischen Meeres liegt.

## Hintergrund
Das alte Königreich Silla war eines der Drei Reiche von Korea. Nach der Chronik der Drei Königreiche wurde es 57 v. Chr. durch Hyeokgeose gegründet. 660 n. Chr. eroberte es seinen westlichen Nachbarn Baekje, 668 einen Teil des im Norden gelegenen Goguryeo. Als Vereinigtes Silla beherrschte es nun fast die gesamte koreanische Halbinsel und erlebte seine Blütezeit. Anfang des 10. Jahrhunderts verfiel Silla und wurde 935 durch das damals neu entstandene Goryeo abgelöst.
Gyeongju war unter dem Namen Seorabol die Hauptstadt des alten Königreichs Silla und des Vereinigten Silla. Nach der Ablösung Sillas durch Goryeo büßte Seorabol seine Bedeutung ein, und Kaesŏng wurde die neue Hauptstadt.

## Eintragung
Historische Stätten von Gyeongju wurde 2000 aufgrund eines Beschlusses der 24. Sitzung des Welterbekomitees in die Liste des UNESCO-Welterbes eingetragen.
In der Begründung für die Eintragung heißt es unter anderem:

„Die historischen Stätten von Gyeongju enthalten eine bemerkenswerte Konzentration herausragender Beispiele der koreanischen buddhistischen Kunst in Form von Skulpturen, Reliefs, Pagoden und den Überresten von Tempeln und Palästen aus der blühenden Kultur der Silla-Dynastie, insbesondere zwischen dem 7. und 10. Jahrhundert. … Diese Denkmäler sind von außerordentlicher Bedeutung für die Entwicklung der buddhistischen und säkularen Architektur in Korea.“

Die Eintragung erfolgte aufgrund der Kriterien (ii) und (iii).

„(ii): Die historischen Stätten von Gyeongju enthalten eine Reihe von Sehenswürdigkeiten und Denkmälern von außergewöhnlicher Bedeutung in der Entwicklung der buddhistischen und säkularen Architektur in Korea.“

„(iii): Die koreanische Halbinsel wurde über fast tausend Jahre von der Silla-Dynastie regiert, und die Sehenswürdigkeiten und Denkmäler in und um Gyeongju einschließlich des heiligen Berges von Namsan geben ein herausragendes Zeugnis für ihre kulturellen Leistungen.“

## Umfang
Die Welterbestätte ist aus fünf voneinander getrennten, aber nahe beieinander liegenden Arealen in der Innenstadt und den Vororten von Gyeongju zusammengesetzt. Diese umfassen insgesamt einen Schutzbereich von 2.880 ha und sind von einer Pufferzone mit einer Fläche von 350 ha umgeben. Die Areale sind auch Bestandteil des historischen Nationalparks Gyeongju.
Die Namsan-Zone (Lage, Schutzbereich 2650 ha, Pufferzone 230 ha) umfasst den Bereich des Berges Namsan südlich des Stadtzentrums. Hier wurden über hundert buddhistische Tempel ausgegraben und außerdem zahlreiche Steinstatuen, Pagoden und Steinlaternen gefunden.
Die Wolseong-Zone (Lage, Schutzbereich 70 ha, Pufferzone 30 ha) enthält die Ruinen des Banwolseong-Palasts (Lage) und des Donggung-Palasts mit dem Wolji-Teich (Imhaejeon-Komplex, Lage). In dem Areal befinden sich auch Naemurwangneung (Lage), der Grabhügel des Königs Naemul aus dem 5. Jahrhundert, das Cheomseongdae-Observatorium (Lage) aus dem 7. Jahrhundert und das Seokbinggo (Lage), ein Eishaus aus dem 18. Jahrhundert. Zwischen Cheomseongdae und dem Nationalmuseum liegt der Wald von Gyerim (Lage), der Legende nach Geburtsort von Kim Alji, dem mythischen Ahnherrn der Kim-Dynastie. Etwas abseits westlich der restlichen Zone liegt ein Areal mit Samaso (Lage), einer konfuzianischen Ausbildungsstätte für Regierungsbeamte, und Jaemaejeong (Lage), dem Brunnen im Hof des ehemaligen Hauses von General Kim Yu-sin (595–673).
Die Tumuli-Park-Zone (Lage, Schutzbereich 40 ha, Pufferzone 50 ha) besteht aus mehreren Gruppen von Königsgräbern. Die größte dieser Gruppen, Daereungwon (Lage), enthält 23 Hügelgräber, darunter das Cheonmachong, das Doppelgrab Hwangnam Daechong und das Grab von König Michu. Nördlich von Daereungwon liegen die Gräbergruppen Noseori (Lage) mit vierzehn Gräbern und Nodongri (Lage) mit vier Gräbern. Zu der Zone zählen auch zwei kleinere Gruppen von Tumuli weiter im Süden, eine unbenannte Gruppe (Lage) und Oreong (Lage) mit dem Grab des Silla-Gründers Hyeokgeose und dem Sungdeokjeon-Schrein.
Die Hwangnyongsa-Zone (Lage, Schutzbereich 40 ha, Pufferzone 20 ha) enthält den Bunhwangsa-Tempel (Lage) mit einer Steinpagode aus dem 7. Jahrhundert und die Ruinen des Hwangnyongsa-Tempels (Lage) aus dem 6. Jahrhundert, der etwa 700 Jahre lang der größte buddhistische Tempel Ostasiens war, bevor er 1238 bei der Mongoleninvasion zerstört wurde.
Die Sanseong-Zone (Lage, Schutzbereich 80 ha, Pufferzone 20 ha) östlich des Stadtzentrums umfasst die Ruinen der ehemaligen Bergfestung Myeonghwal (Myeonghwal Sanseong) aus dem 4. Jahrhundert n. Chr. auf dem gleichnamigen Berg am Bomum-See.

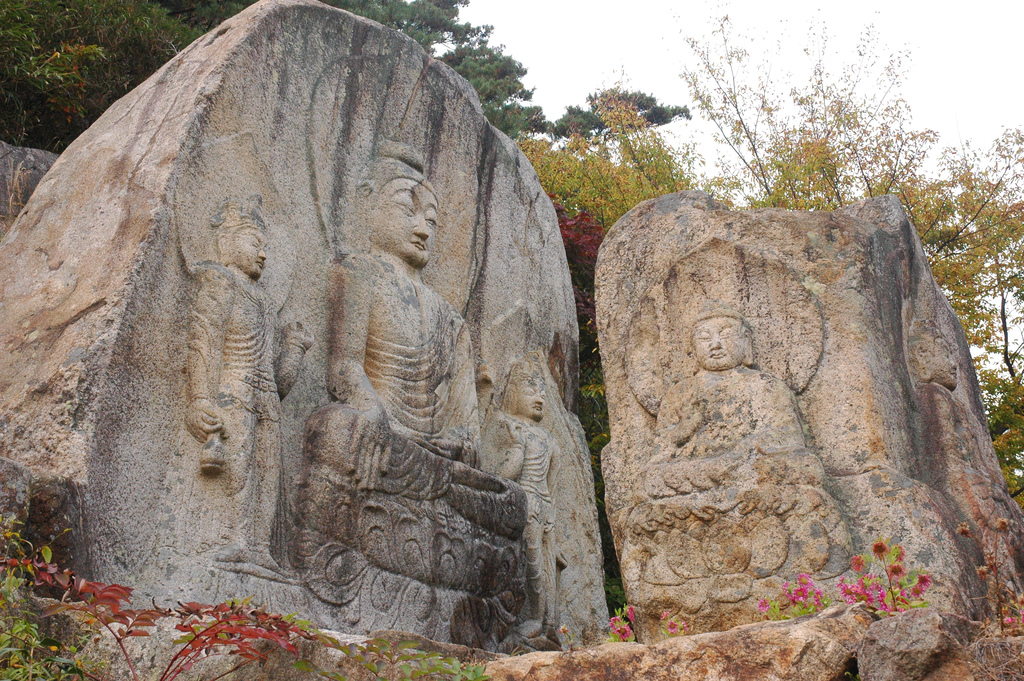
Steinreliefs auf dem Namsan
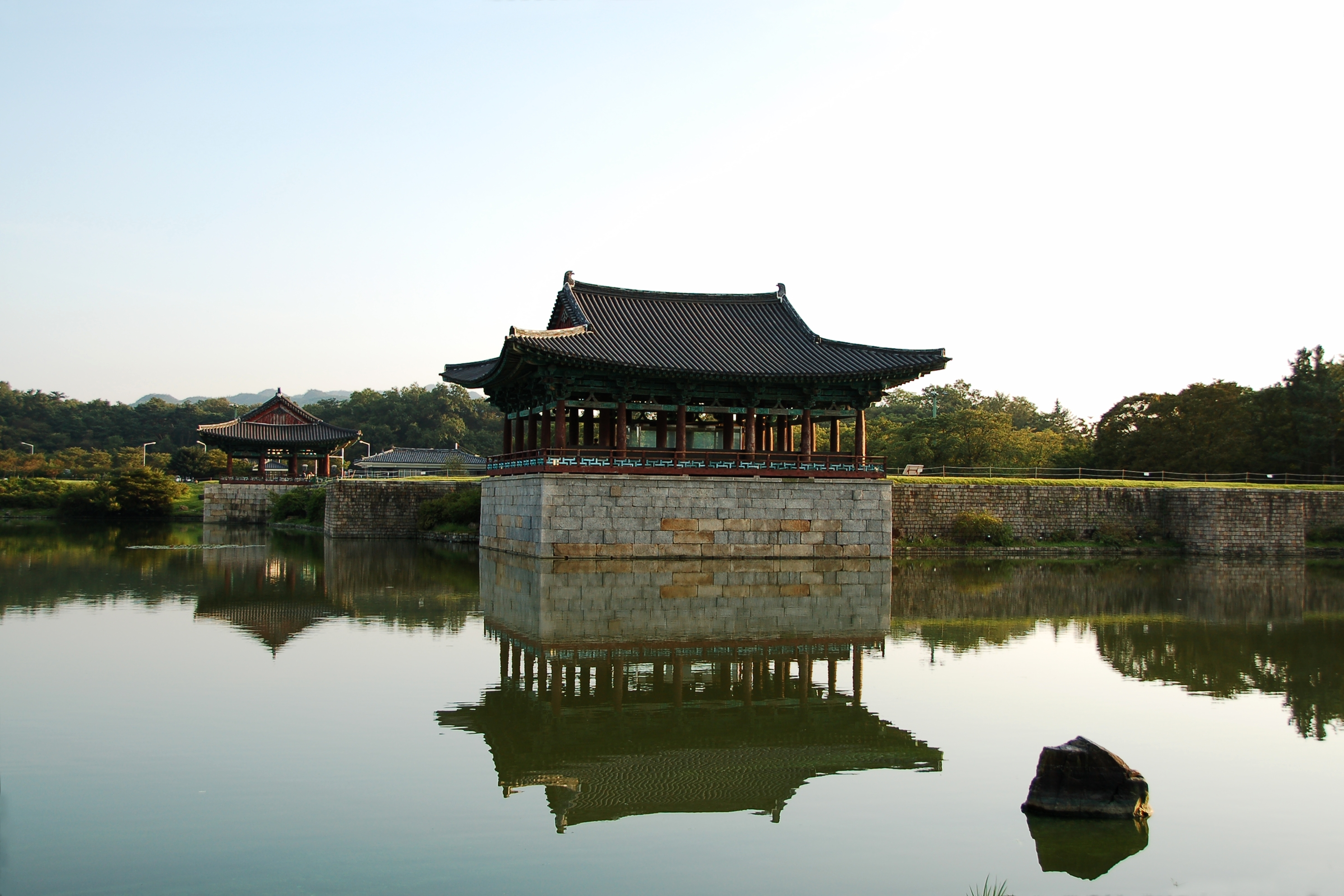
Wolji-Teich
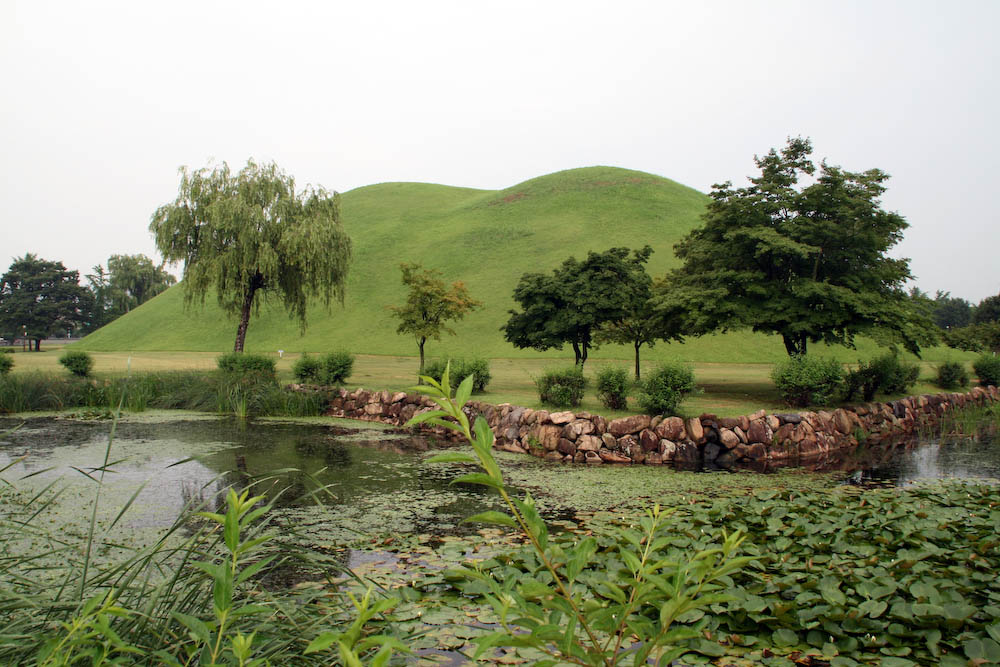
Tumulipark
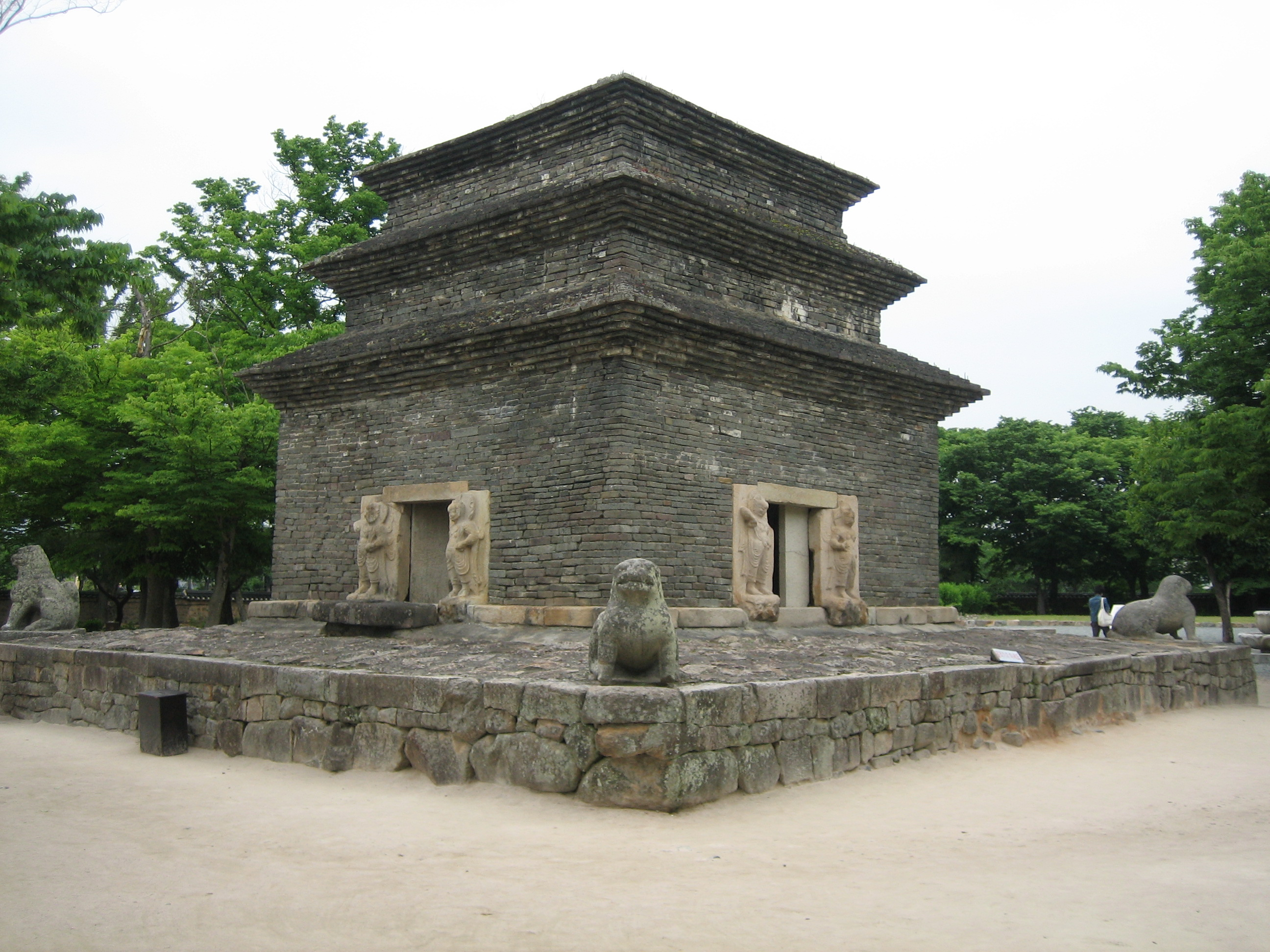
Pagode im Bunhwangsa-Tempel